# 長徳寺 (品川区)
長徳寺（ちょうとくじ）は、東京都品川区にある時宗の寺院。

## 概要
1468年（寛正4年）、松平氏・徳川氏の先祖とされる得川有親の開基である。品川宿にある時宗3箇寺の一つである。
元々は品川区立品川学園の辺りにあったが、江戸時代の東海寺創建に伴う立ち退きで、枝郷三ツ木（現・西品川）に移り、その後現在地に移転した。
先祖が建てた寺ということで、1591年（天正19年）に徳川家康より、5石の寺領が与えられている。
幕府解体後、明治政府の命により、幕府が発行した朱印状の原本を社寺裁判所（幕府の寺社奉行の後身）に提出することになったが、何かの手違いで長徳寺の朱印状の原本はそのまま残されている。

## 南品川のおえんまさま
境内には閻魔堂があり、閻魔王坐像が安置されている。「南品川のおえんまさま」として知られており、かつては旧暦の1月16日と7月16日は「地獄の釜のふたが開く日」とされ、多くの参詣者が訪れたという。

## 交通アクセス
- 新馬場駅より徒歩6分[1]（経路案内）。